# 石塚正英
石塚正英（いしづか まさひで、1949年 - ）は、日本の倫理学者・歴史学者。博士（文学）（立正大学・論文博士・2001年）（学位論文「フェティシズムの思想圏」）。東京電機大学名誉教授。専門は文化史学・歴史知学。

## 来歴
新潟県高田市（現・上越市）生まれ。立正大学大学院文学研究科史学単位取得退学。1982年立正大学講師、1989年東京電機大学理工学部講師、2000年助教授、2001年教授。2020年3月退職。
2001年「フェティシズムの思想圏」で博士（文学）（立正大学）の学位を取得。2008年、NPO法人頸城野郷土資料室（新潟県知事認証）理事長。

## 人物
ハイティーンの頃はユートピスト、20代はファナティシスト、30代はアソシアシオニスト、40代はフェティシスト、50代はヒストリオソフィスト、その後はふたたびユートピストをもって任じているらしい。
その間に、ド・ブロス、フォイエルバッハ、ヴァイトリング、マルクス、バッハオーフェンなど18・19世紀の諸思想・諸理論について研究を深めてきた。

## 著書
- 『叛徒と革命――ブランキ・ヴァイトリング・ノート』イザラ書房、1975
- 『三月前期の急進主義――青年ヘーゲル派と義人同盟に関する社会思想史的研究』長崎出版、1983
- 『ヴァイトリングのファナティシズム』長崎出版、1985
- 『社会思想の脱・構築――ヴァイトリング研究』世界書院、1991
- 『フェティシズムの思想圏――ド・ブロス・フォイエルバッハ・マルクス』世界書院、1991
- 『文化による抵抗――アミルカル・カブラルの思想』柘植書房、1992
- 『フェティシズムの信仰圏――神仏虐待のフォークローア』世界書院、1993
- 『「白雪姫」とフェティシュ信仰』理想社、1995
- 『信仰・儀礼・神仏虐待――ものがみ信仰のフィールドワーク』世界書院、1995
- 『アソシアシオンのヴァイトリング』世界書院、1998
- 『ソキエタスの方へ――政党の廃絶とアソシアシオンの展望』社会評論社、1999
- 『情報化時代の歴史学』北樹出版、1999
- 『ピエ・フェティシズム――フロイトを蹴飛ばす脚・靴・下駄理論』廣済堂出版、2002
- 『歴史知とフェティシズム』理想社、2000
- 『複合科学的身体論――21世紀の新たなヒューマン・インターフェイスを求めて』北樹出版、2004
- 『儀礼と神観念の起原 ディオニューソス神楽からナチス神話まで』論創社、2005
- 『歴史知と学問論』社会評論社　2007
- 『感性文化学入門　21世紀の新たな身体観を求めて』東京電機大学出版局、2010
- 『近世ヨーロッパの民衆指導者（増補改訂版）』社会評論社、2011
- 『石塚正英著作選【社会思想史の窓】』全６巻、社会評論社、2014-15
- 『マルクスの「フェティシズム・ノート」を読む-偉大なる、聖なる人間の発見』社会評論社、2018

## 共編著
- 『日露戦争・日米外交秘録 金子堅太郎・回顧録』編　長崎出版　1986
- 『アソシアシオンの想像力―初期社会主義思想への新視角』（編著）平凡社、1989
- 『ヘーゲル左派 思想・運動・歴史』編　法政大学出版局　1992
- 『諷刺図像のヨーロッパ史 フックス版』高橋憲夫共編　柏書房　1994
- 『クレオル文化』編　社会評論社　1997
- 『十八歳・等身大のフィロソフィー』編　理想社　1997
- 『共産党宣言-解釈の革新』篠原敏昭共編　御茶の水書房　1998
- 『世界史の十字路・離島』編　社会評論社　1998
- 『フェティシズム論のブティック』（やすいゆたか共著）論創社、1998
- 『浮遊する農の思想』編　社会評論社　1998　社会思想史の窓
- 『海越えの思想家たち』編　社会評論社　1999　社会思想史の窓
- 『子どもの世界へ メルヘンと遊びの文化誌』編　社会評論社　1999　社会思想史の窓
- 『ヘーゲル左派と独仏思想界』編　御茶の水書房　1999
- 『20世紀の悪党列伝』編　社会評論社　2000　社会思想史の窓
- 『バッハオーフェン――母権から母方オジ権へ』（編著）論創社、2001
- 『市民社会とアソシエーション』（村上俊介・篠原敏昭共編著）社会評論社　2004
- 『石の比較文化誌』編著　国書刊行会　2004
- 『歴史知の未来性――感性知と理性知を時間軸上で総合する試み』（杉山精一共編）理想社　2004
- 『歴史研究の基本』酒井三郎,綱川政則共著 編　北樹出版　2006
- 『歴史知の想像力――通時的・共時的に他者とどうかかわるか』理想社　2007
- 『近代の超克 永久革命』工藤豊共編　理想社　2009
- 『戦争と近代――ポスト･ナポレオン200年の世界』（工藤豊・中島浩貴・山家歩共編著）社会評論社　2011
- 『「裏日本」文化ルネッサンス』（頸城野郷土資料室編）唐澤太輔,工藤豊,石川伊織共著　社会評論社　2011
- 『世界史プレゼンテーション』（世界史研究会編）　社会評論社　2013
- 『技術者倫理を考える―持続可能な社会をめざして』編著　昭晃堂　2013（再出版：朝倉書店　2014）
- 『近代の超克―フクシマ以後』編著　理想社　2014
- 『日本語表現力―アカデミック・ライティングのための基礎トレーニング』編著　朝倉書店　2016

## 翻訳
- ローレンツ・シュタイン『平等原理と社会主義　今日のフランスにおける社会主義と共産主義』（石川三義・柴田隆行共訳）法政大学出版局　1990
- ジェームズ・フレイザー『金枝篇』（全10巻 別巻1）（神成利男訳監修）国書刊行会　2004～
- A.E.ヅッカー編『アメリカのドイツ人 1848年の人々・人名辞典』（石塚幸太郎共訳）　北樹出版　2004